# Pterostichus panticulatus
Pterostichus panticulatus är en skalbaggsart som beskrevs av Thomas Casey. Pterostichus panticulatus ingår i släktet Pterostichus och familjen jordlöpare. Inga underarter finns listade i Catalogue of Life.